# LocalSettings.php
LocalSettings.php es un archivo de configuración utilizado por el software MediaWiki, este sirve para modificar las configuraciones por defecto del fichero DefaultSettings.php. Proporciona ajustes de configuración local. En wikis basados en granjas de servidores se utiliza otro fichero llamado CommonSettings.php
Este archivo se genera automáticamente al finalizar el asistente de configuración de MediaWiki.

## Configuraciones

### 

#### Básicas
En este archivo se configuran parámetros como el acceso a la base de datos, ubicación en el servidor, dirección web y otros parámetros relacionados:
```
#Servidor

$wgSitename
      
=
 
"Wiki"
;

$wgScriptPath
       
=
 
"/wiki"
;

$wgServer
           
=
 
"http://wikiserver.com"
;

#Base de datos

$wgDBtype
           
=
 
"mysql"
;

$wgDBserver
         
=
 
"server"
;

$wgDBname
           
=
 
"dbname"
;

$wgDBuser
           
=
 
"dbpassword"
;

$wgDBpassword
       
=
 
"password"
;

```

#### Configuraciones generales
A continuación se encuentran configuraciones generales del wiki como las opciones de correo electrónico, habilitación de descargas, uso de instant commons, set de caracteres, skin e información de licencia y copyright:
```
# InstantCommons allows wiki to use images from http://commons.wikimedia.org

$wgUseInstantCommons
  
=
 
true
;
 
#Habilitación de InstantCommons

$wgShellLocale
 
=
 
"en_US.utf8"
;
 
#Set de caracteres

$wgDefaultSkin
 
=
 
"vector"
;
 
#Skin

#Descripción de licencia

$wgRightsUrl
  
=
 
"http://creativecommons.org/licenses/by-sa/3.0/"
;

$wgRightsText
 
=
 
"Creative Commons Reconocimiento Compartir Igual"
;
 

$wgRightsIcon
 
=
 
"
{
$wgStylePath
}
/common/images/cc-by-sa.png"
;

```

### Extensiones
En este fichero se incluyen las llamadas a extensiones, por ejemplo la extensión de CheckUser:
```
wfLoadExtension
(
 
'CheckUser'
 
);
 
#Llamada a la extensión situada en /extensions/

```

Estas son las configuraciones generadas durante la instalación, a partir de este momento se sitúan las configuraciones manuales.

### Manuales
Las configuraciones manuales más importantes son las personalizaciones de configuraciones de usuarios.

#### Usuarios
Ejemplo de configuración:
```
$wgGroupPermissions
[
'*'
][
'edit'
]
 
=
 
true
;
 
# Cualquiera puede editar

$wgGroupPermissions
[
'sysop'
][
'block'
]
 
=
 
true
;
 
# Grupo sysops (administradores) pueden bloquear

```

#### Adicionales
También se colocan otras configuraciones adicionales:
```
$wgEnableAPI
 
=
 
true
;
 
#Habilitar API

$wgBlockAllowsUTEdit
 
=
 
true
;
 
#Permite a los usuarios bloqueados editar su discusión

```